# Esiliiga 2011
L'Esiliiga 2011 è stata la 21ª edizione della seconda divisione del campionato di calcio estone e si è disputata tra marzo e novembre 2011.
Il campionato è stato vinto dal Kalev Tallinn, tornato in Meistriliiga dopo due anni di assenza.

## Squadre partecipanti
Le squadre promosse dalla II Liiga 2010 sono Puuma Tallinn e Infonet, che fino alla stagione precedente giocava come Atletik Tallinn. Dalla Meistriliiga è retrocesso il Lootus Kohtla-Järve che prende il posto dell'Ajax Lasnamäe. La squadra Vaprus Pärnu si ridenomina Pärnu Linnameeskond.
| Club                | Città        | Stadio                 | Posizione 2010                                              |
| ------------------- | ------------ | ---------------------- | ----------------------------------------------------------- |
| Flora Tallinn II    | Tallinn      | Sportland Arena        | 2° in Esiliiga 2010                                         |
| Infonet             | Tallinn      | Stadio Lasnamäe        | 2º nel girone Nord/Est di II Liiga 2010                     |
| Kalev Tallinn       | Tallinn      | Kalevi Keskstadioon    | 5° in Esiliiga 2010                                         |
| Kiviõli Tamme Auto  | Kiviõli      | Kiviõli Stadium        | 4° in Esiliiga 2010                                         |
| Levadia Tallinn 2   | Tallinn      | Stadio Maarjamäe       | 1° in Esiliiga 2010                                         |
| Lootus Kohtla-Järve | Kohtla-Järve | Spordikeskuse Stadioon | 10° in Meistriliiga 2010                                    |
| Pärnu               | Pärnu        | Stadio Pärnu Kalev     | 7° in Esiliiga 2010                                         |
| Puuma Tallinn       | Tallinn      | Stadio Lasnamäe SPK    | 1º nel girone Nord/Est di II Liiga 2010                     |
| TJK Legion          | Tallinn      | Stadio Wismari         | 6° in Esiliiga 2010                                         |
| Warrior Valga       | Valga        | Valga Kungla Stadioon  | 8° in Esiliiga 2010, retrocesso dopo i play-out e ripescato |

## Classifica finale
|  | Pos. | Squadra             | Pt | G  | V  | N  | P  | GF  | GS  | DR  |
|  | ---- | ------------------- | -- | -- | -- | -- | -- | --- | --- | --- |
|  | 1.   | Kalev Tallinn       | 73 | 36 | 21 | 10 | 5  | 102 | 39  | +63 |
|  | 2.   | Infonet             | 68 | 36 | 19 | 11 | 6  | 101 | 47  | +54 |
|  | 3.   | Kiviõli Tamme Auto  | 67 | 36 | 21 | 4  | 11 | 73  | 61  | +36 |
|  | 4.   | Levadia Tallinn 2 * | 60 | 36 | 16 | 12 | 8  | 67  | 43  | +24 |
|  | 5.   | Flora Tallinn II *  | 58 | 36 | 17 | 7  | 12 | 70  | 51  | +19 |
|  | 6.   | Puuma Tallinn       | 54 | 36 | 15 | 9  | 12 | 81  | 72  | +9  |
|  | 7.   | Lootus Kohtla-Järve | 38 | 36 | 9  | 11 | 16 | 59  | 75  | -16 |
|  | 8.   | Pärnu               | 35 | 36 | 8  | 11 | 17 | 55  | 63  | -8  |
|  | 9.   | TJK Legion          | 27 | 36 | 7  | 6  | 23 | 44  | 104 | -60 |
|  | 10.  | Warrior Valga       | 16 | 36 | 3  | 7  | 26 | 34  | 131 | -97 |

(*)squadra ineleggibile per la promozione.

### Play-off
|            | Risultati |            | Luogo e data                 |  |
| ---------- | --------- | ---------- | ---------------------------- |  |
| Infonet    | 0 - 1     | Kuressaare | Tallinn, 13 novembre 2011    |  |
| Kuressaare | 4 - 1     | Infonet    | Kuressaare, 19 novembre 2011 |  |
|            |           |            |                              |  |

L'Infonet perde i play-off e rimane in Esiliiga.

### Play-out
|                  | Risultati       |                  | Luogo e data            |  |
| ---------------- | --------------- | ---------------- | ----------------------- |  |
| Tammeka Tartu II | 0 - 1           | Pärnu            | Tartu, 13 novembre 2011 |  |
| Pärnu            | 0 - 1 (4-5 dcr) | Tammeka Tartu II | Pärnu, 19 novembre 2011 |  |
|                  |                 |                  |                         |  |

Il Pärnu perde i play-out.

## Verdetti
- Kalev Tallinn vincitore del campionato di Esiliiga 2011 e promosso in Meistriliiga 2012.
- Pärnu retrocesso dopo i play-out e in seguito ripescato a completamento dell'organico.
- TJK Legion e  Warrior Valga retrocesse in Esiliiga B 2012.